# Cantone di Alajuela
Il cantone di Alajuela è un cantone della Costa Rica facente parte della provincia omonima.
Il territorio a nord del capoluogo è costituito da una striscia di terra della Cordigliera Vulcanica Centrale, al confine con la Provincia di Heredia, tra il Vulcano Poás ed il Vulcano Barva. Il confine occidentale del cantone è solcato per la maggior parte dal percorso del Río Poás. A sud del capoluogo il cantone termina alla confluenza del Río Grande con il Río Virilla.

## Geografia antropica

### Suddivisioni amministrative
Il cantone  è suddiviso in 14 distretti:
- Alajuela
- Carrizal
- Desamparados
- Guácima
- La Garita
- Río Segundo
- Sabanilla
- San Antonio
- San Isidro
- San José
- San Rafael
- Sarapiquí
- Tambor
- Turrúcares

## Storia
Il cantone è stato menzionato per la prima volta in un decreti del 7 dicembre 1848.

## Economia
L'agricoltura della zona è basata sulla coltivazione di caffè, fragole e piante ornamentali.